# Brézou
Brézou – rzeka we Francji, przepływająca przez teren departamentu Corrèze, o długości 29,6 km. Stanowi dopływ rzeki Vézère.